# Coupe de France 1965/66
Der Wettbewerb um die Coupe de France in der Saison 1965/66 war die 49. Ausspielung des französischen Fußballpokals für Männermannschaften. In diesem Jahr meldeten 1.172 Vereine.
Nach Abschluss der von den regionalen Untergliederungen des Landesverbands FFF organisierten Qualifikationsrunden griffen im Zweiunddreißigstelfinale auch die Erstligisten in den Wettbewerb ein. Titelverteidiger war Stade Rennes, der in diesem Jahr im Achtelfinale ausschied. Gewinner des Wettbewerbs wurde der Racing Club Strasbourg. Dies war nach 1951 Strasbourgs zweiter Gewinn dieser Trophäe. Endspielgegner FC Nantes, überhaupt erst 1963 in die Division 1 aufgestiegen, nahm an seinem ersten Finale teil; dafür waren die aufgrund ihrer Dressfarben so genannten „Canaris“ aber sowohl 1965 als auch 1966 französischer Meister geworden.
Die erfolgreichste Amateurmannschaft kam vom viertklassigen Klub Stade Saint-Brieuc, der es bis unter die besten 16 Teams brachte, wo der spätere Wettbewerbsgewinner RC Strasbourg eine zu hohe Hürde darstellte. Immerhin drei Zweitdivisionäre (AC Ajaccio, AS Cherbourg und Stade Reims) erreichten das Viertelfinale und warfen auf dem Weg dorthin jeweils auch eine Elf der höchsten Spielklasse aus dem Rennen, Reims nach zwei Wiederholungsspielen sogar den Vorjahressieger Stade Rennes.
Die Pokalpaarungen wurden im Zweiunddreißigstelfinale anhand einer groben Nord-Süd-Zweiteilung des Landes, anschließend für jede Runde frei ausgelost und fanden grundsätzlich auf neutralem Platz statt; die Einnahmen wurden geteilt. Endete eine Begegnung nach Verlängerung unentschieden, wurden solange Wiederholungsspiele ausgetragen, bis ein Sieger feststand.

## Zweiunddreißigstelfinale
Spiele am 15. und 30. Januar, Wiederholungsmatches am 26. Januar bzw. 7. Februar 1963. Die jeweilige Spielklassenzugehörigkeit wird mit D1 bzw. D2 für die beiden Profiligen, CFA für die landesweite sowie DH bzw. DHR („Division d’Honneur“ bzw. „Division d’Honneur Régionale“) für die obersten regionalen Amateurligen angegeben.
| - AC Ajaccio D2 – UA Sedan-Torcy D1 1:0 - FC Sochaux D1 – FC Grenoble D2 4:1 - Olympique Marseille D2 – Girondins Bordeaux D1 2:0 - AS Aix D2 – CS Cuiseaux CFA 1:0 - Olympique Avignon D2 – Gazélec FCO Ajaccio CFA 3:1 n. V. - SEC Bastia D2 – US Cazères CFA 3:2 - AS Cannes D1 – US Marignane D2 1:0 - AS Cherbourg D2 – US Boulogne D2 3:0 - FC Gueugnon CFA – AC Chaumont CFA 2:1 - OSC Lille D1 – RC Lens D1 3:0 - FC Limoges D2 – FC Rouen D1 0:0 n. V., 2:0 - Sporting Toulon D2 – AS Decize DH 2:0 - Olympique Lyon D1 – AAJ Blois CFA 3:1 - RC Vichy CFA – RC Agathois Agde DH 3:1 - AS Mutzig CFA – Stade Français Paris D1 2:0 - FC Nantes D1 – Stade Laval CFA 3:1 | - FC Toulouse D1 – AS Angoulême D2 3:0 n. V. - RC Strasbourg D1 – AS Saint-Étienne D1 3:1 - US Valenciennes D1 – CA Mantes DHR 2:0 - Red Star Paris D1 – SO Montpellier D2 3:1 n. V. - Stade Saint-Brieuc DH – Clissons-Korrigans DH 3:2 - Stade Reims D2 – AS Strasbourg DH 1:0 - Racing Paris D2 – AC Cambrai CFA 2:0 - Chamois Niort CFA – AS Béziers D2 2:1 n. V. - Olympique Nîmes D1 – SSMC Miramas CFA 2:1 - OGC Nizza D1 – AS Monaco D1 1:0 - Stade Rennes D1 – RC Calais CFA 5:1 - SCO Angers D1 – LB Châteauroux CFA 6:1 - RCFC Besançon D2 – AS Mulhouse CFA 2:0 - AS Aulnoye CFA – US Quevilly CFA 2:1 - US Forbach D2 – CO Saint-Dizier CFA 5:0 - US Dunkerque CFA – AS Beauvais DH 2:2 n. V., 1:0 |

## Sechzehntelfinale
Spiele zwischen 13. und 24. Februar, Wiederholungsmatches am 17. und 20. Februar sowie 3. März 1966
| - AC Ajaccio D2 – SEC Bastia D2 1:0 - FC Sochaux D1 – RC Vichy CFA 3:1 - AS Aix D2 – US Valenciennes D1 1:0 n. V. - AS Cannes D1 – AS Mutzig CFA 1:1 n. V., 4:0 - AS Cherbourg D2 – US Dunkerque CFA 2:0 - OSC Lille D1 – FC Limoges D2 4:1 - Olympique Lyon D1 – RCFC Besançon D2 0:0 n. V., 1:1 n. V., 1:0 - FC Nantes D1 – US Forbach D2 7:3 | - FC Toulouse D1 – FC Gueugnon CFA 5:1 - RC Strasbourg D1 – AS Aulnoye CFA 4:1 - Red Star Paris D1 – Olympique Avignon D2 4:2 - Stade Saint-Brieuc DH – Olympique Marseille D2 1:0 - Stade Reims D2 – Sporting Toulon D2 2:1 - Olympique Nîmes D1 – OGC Nizza D1 2:1 n. V. - Stade Rennes D1 – Chamois Niort CFA 5:0 - SCO Angers D1 – Racing Paris D2 2:0 |

## Achtelfinale
Spiele am 13., Wiederholungspartien am 20., 23. und 30. März 1966
| - AC Ajaccio D2 – AS Aix D2 3:2 - FC Sochaux D1 – Olympique Nîmes D1 4:0 - AS Cherbourg D2 – OSC Lille D1 1:0 - FC Nantes D1 – Red Star Paris D1 1:1 n. V., 2:0 | - FC Toulouse D1 – Olympique Lyon D1 - RC Strasbourg D1 – Stade Saint-Brieuc DH 5:2 - Stade Reims D2 – Stade Rennes D1 1:1 n. V., 1:1 n. V., 3:2 - SCO Angers D1 – AS Cannes D1 1:1 n. V., 3:0 |

## Viertelfinale
Spiele am 3. April 1966
| - FC Nantes D1 – AC Ajaccio D2 2:0 - FC Toulouse D1 – FC Sochaux D1 2:0 | - RC Strasbourg D1 – AS Cherbourg D2 1:0 - SCO Angers D1 – Stade Reims D2 3:1 n. V. |

## Halbfinale
Spiele am 29. April 1966
| - FC Nantes D1 – SCO Angers D1 3:0 | - RC Strasbourg D1 – FC Toulouse D1 3:1 n. V. |

## Finale
Spiel am 22. Mai 1966 im Pariser Prinzenparkstadion vor 36.285 Zuschauern
- Racing Strasbourg – FC Nantes 1:0 (0:0)

### Mannschaftsaufstellungen
Auswechslungen waren damals nicht möglich.
RC Strasbourg: Johnny Schuth – René Hauss , Denis Devaux, Pierre Sbaïz – Raymond Stieber, Raymond Kaelbel – Gilbert Gress, Roland Merschel, José Farías, Robert Szczepaniak, Gérard Hausser
Trainer: Paul Frantz
FC Nantes: Daniel Éon  – Georges Grabowski, Gilbert Le Chenadec, Robert Budzynski, Gabriel De Michèle – Ramón Muller, Jean-Claude Suaudeau – Bernard Blanchet, Philippe Gondet, Jacques Simon, Bako Touré
Trainer: José Arribas
Schiedsrichter: Jean Tricot (Paris)

### Tore
1:0 Sbaïz (51.)

### Besondere Vorkommnisse
Nantes musste im Endspiel fast eine Stunde lang mit dem Handicap fertigwerden, nur neun vollwertige Feldspieler zu haben, weil Ramon Muller nach einer Verletzung in der 31. Minute nur mehr die Rolle eines Statisten nahe der Seitenlinie spielen konnte.
Strasbourgs Spielführer René Hauss, der nach dem Abpfiff die Trophäe entgegennahm, stand auch bereits fünfzehn Jahre zuvor, bei deren erstem Pokalsieg, in der Finalelf der Elsässer.
Nationalspieler Joseph Ujlaki, im 19. Jahr als Profi in Frankreich und inzwischen bei der zweitklassigen AS Aix unter Vertrag, konstatierte nach dem Sieg seiner Elf über US Valenciennes im Sechzehntelfinale: „Wir hatten zu keinem Zeitpunkt den Eindruck, uns einem Erstdivisionär gegenüber zu sehen; das zeigt mir, dass der französische Fußball sehr krank ist.“ Wenige Wochen nach dem Endspiel erfuhr sein Urteil weitere Bestätigung, als die Équipe tricolore bei der WM in England schon in der Vorrunde sang- und klanglos ausschied.